# Коздікара
Коздіка́ра (каз. Көздіқара) — село у складі Сиримського району Західноказахстанської області Казахстану. Входить до складу Саройського сільського округу.
У радянські часи село називалось Чапаєво.
Населення — 205 осіб (2021; 333 у 2009, 513 у 1999, 514 у 1989).